# Sally Potter

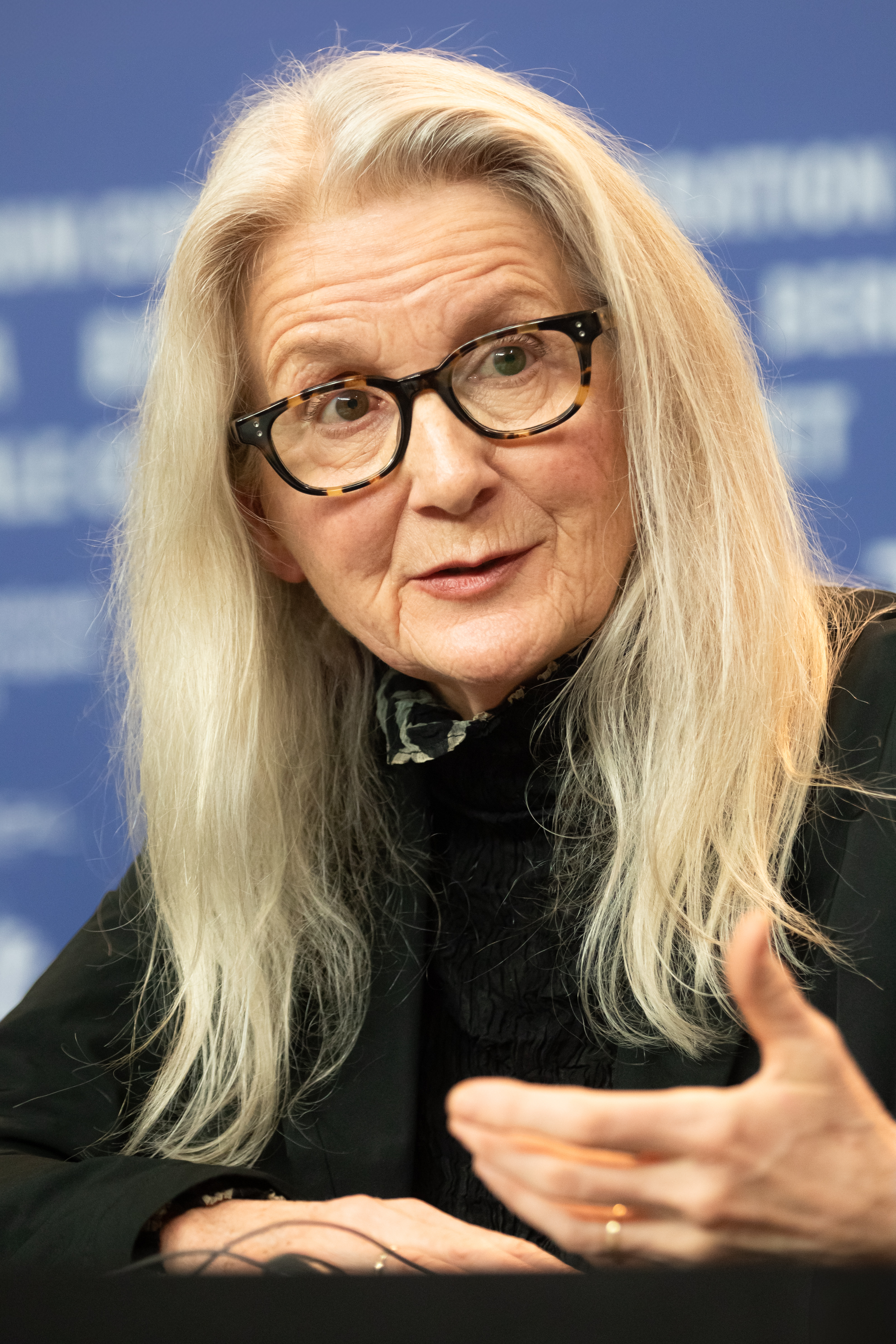
Sally Potter, Berlinale 2020

Charlotte Sally Potter, OBE (* 19. September 1949 in London, England) ist eine britische Regisseurin und Filmbuchautorin, die zunächst auch als Sängerin der Feminist Improvising Group und in Lindsay Coopers Zyklus Oh Moscow aktiv war. 2012 wurde sie mit dem The Most Excellent Order of the British Empire (kurz Order of the British Empire) für ihre Verdienste für den Film geehrt.

## Leben und Karriere
Potter wurde in London geboren. Ihre Mutter war Musiklehrerin, ihr Vater Innenarchitekt und Schriftsteller. Der jüngere Bruder Nic Potter wurde Musiker.
Bereits mit vierzehn Jahren begann sie mit Amateurfilmen im Format 8 mm. Mit 16 Jahren verließ sie die Schule, um Filme zu drehen. Ihren Lebensunterhalt verdiente sie mit Aushilfsjobs und Bildrecherchen für den BBC. Sie trat der London Film-Makers Co-op bei und drehte experimentelle Kurzfilme wie Jerk (1969) und Play (1970).
An der London Contemporary Dance School trainierte sie als Tänzerin und Choreographin, schuf gleichzeitig Filme und Tanzaufführungen wie Combines (1972) und gründete zusammen mit Jacky Lansley die Limited Dance Company.
Potter wurde eine ausgezeichnete Performance-Künstlerin und Theaterregisseurin mit Shows wie Mounting, Tod und das Mädchen (Theaterstück) und Berlin. Darüber hinaus war sie als Mitglied verschiedener Musikbands wie der Feminist Improvising Group und The Film Music Orchestra als Texterin und Sängerin tätig.

Sie arbeitete als Songwriterin mit der Komponistin Lindsay Cooper am Liederzyklus Oh Moscow, der in den späten 1980er Jahren in ganz Europa, Russland und Nordamerika aufgeführt und kommerziell veröffentlicht wurde.
In der gleichen Zeit landete Potter beim Film mit ihrem Kurzfilm Thriller (1979) einen Hit auf internationalen Festivals. Der verspielte Krimi, ein Klassiker des feministischen Films, basiert darauf, dass die Stimme der Heldin von La Bohème Mimi selbst ihren Tod untersucht.
Ihren ersten Spielfilm  The Gold Diggers (1983), einen weiteren wichtigen Film des feministischen Kinos der frühen 80er Jahre in radikaler und experimenteller Erzählstruktur drehte sie mit Julie Christie als Darstellerin, gefolgt von einem weiteren Kurzfilm The London Story (1986), einer Dokumentarfilmserie für Channel 4 Tears, Laughter, Fear and Rage (1986) und I am an Ox, I am a Horse, I am a Man, I am a Woman(1988), einem Film über Frauen im sowjetischen Kino.
Beim Filmdrama Orlando nach dem Roman von Virginia Woolf führte Sally 1992 die Regie, schrieb das Drehbuch und war an der Komposition der Filmmusik maßgeblich beteiligt. Das Drehbuch widmete sie ihrer 1989 verstorbenen Großmutter, der Schauspielerin Beatrice Quenneell (1897–1989) und dem Regisseur Michael Powell.
Orlando ist eine Geschichte von der Suche nach Liebe und ein ironischer Tanz durch vier Jahrhunderte englischer Geschichte mit zeitgenössischen Bezügen zu Geschlecht und Identität, zuerst als Mann und dann als Frau zu reisen.
Für Buch und Regie der international erfolgreichen Films mit Tilda Swinton in der Titelrolle erhielt Potter größere Wertschätzung. Neben zwei Oscar-Nominierungen gewann Orlando mehr als 25 internationale Auszeichnungen, darunter den Europäischen Filmpreis Felix, verliehen von der Europäischen Filmakademie für den besten jungen europäischen Film des Jahres 1993 sowie erste Preise in St. Petersburg, Thessaloniki und anderen europäischen Festivals.
Der Anstoß für den autobiografisch gefärbten Film Tango Lesson (1997), in dem sie selbst die weibliche Hauptrolle an der Seite des renommierten Tangotänzers Pablo Verón spielt, kam Sally Potter während des Schreibens am Drehbuchs für Rage beim Kennenlernen des Argentinischen Tangos aus dem Wunsch selbst zu tanzen. Potter schrieb auch die Filmmusik für ihren Film The Tango Lesson, für den sie in der Schlussszene „I Am You“ sang.
Das Filmdrama In stürmischen Zeiten (The Man Who Cried) mit Johnny Depp, Christina Ricci, Cate Blanchett und John Turturro hatte 2000 Premiere bei den Filmfestspielen von Venedig und wurde für den Goldenen Löwen nominiert.
Es folgten das mit kleinem Budget in Reaktion auf die Terroranschläge des 11. September 2001 entstandene Filmdrama Yes (2004) mit Simon Abkarian, Joan Allen und Sam Neill. Es gilt als Potters Rückkehr zu den experimentellen Methoden des Filmemachens. Das Drehbuch ist in Versen geschrieben und erzählt eine leidenschaftliche Liebesgeschichte, die den Zuschauer auf einer poetischen Reise durch verschiedene Weltanschauungen, Kulturen und Länder führt.
Rage (2009) mit Judi Dench, Steve Buscemi, Lily Cole und Jude Law war der erste Film, der weltweit auf Handys uraufgeführt wurde. Er war im Wettbewerb der Berlinale 2009 und wurde 2010 für einen WEBBY für das Beste Drama nominiert. Ihre jüngsten musikalische Werke als Produzentin und Co-Komponistin zusammen mit Fred Frith sind die Soundtracks für Yes und Rage.
Im Jahr 2007 inszenierte Sally Potter Carmen von Georges Bizet mit Alice Coote an der English National Opera im London Coliseum und setzte damit ihre Zusammenarbeit mit Pablo Veron fort.
Potters siebenter Spielfilm Ginger & Rosa (2012) mit Elle Fanning und Alice Englert wurde produziert von Christoper Sheppard und Andrew Lityin. Das Filmdrama über eine Freundschaft zweier offen gegen ihre Eltern rebellierenden Mädchen und Coming-of-Age-Film zeigt die Atmosphäre in London der frühen sechziger Jahre während der Zeit des Kalten Krieges.
Für The Party erhielt Potter 2017 eine Einladung zu den 67. Internationalen Filmfestspielen Berlin. Der Film wurde als „eine Komödie umhüllt von einer Tragödie“ angepriesen und ist mit Patricia Clarkson, Bruno Ganz, Cherry Jones, Emily Mortimer, Cillian Murphy, Kristin Scott Thomas und Timothy Spall besetzt.

## Filmografie
- 1969: Jerk (Kurzfilm Darstellerin)
- 1970: Hors d’oeuvres
- 1970: Black & White
- 1970: Play
- 1972: Combines
- 1979: Thriller (Kurzfilm  – Regie)
- 1983: The Gold Diggers (Regie, Buch, Schnitt)
- 1986: Tears, Laughter, Fears and Rage, (TV-Serie – Regie)
- 1987: The London Story, Kurzfilm (Regie, Buch)
- 1988: I am an Ox, I am a Horse, I am a Man, I am a Woman, Dokumentarfilm
- 1992: Orlando (Regie, Buch, Musik)
- 1997: Tango-Fieber (The Tango Lesson, Darstellerin, Regie, Buch, Musik)
- 2000: In stürmischen Zeiten (The Man Who Cried, Regie, Buch)
- 2004: Yes (Regie, Buch, Musik)
- 2009: Rage (New York Fashion Murder, Regie, Buch)
- 2013: Ginger & Rosa (Regie, Buch)
- 2017: The Party (Regie, Buch)
- 2020: Wege des Lebens – The Roads Not Taken (The Roads Not Taken, Regie, Buch, Schnitt, Musik)

## Sekundärliteratur
- Catherine Fowler: Sally Potter. University of Illinois Press, Urbana und Chicago 2008. ISBN 0-252-07576-5
- Sophie Mayer: The Cinema of Sally Potter. A Politics of Love. Wallflower Press, London, New York 2009. ISBN 1-905674-67-8.